# Carlos Pedro Zilli
Carlos Pedro Zilli PIME (ur. 7 października 1954 w Santa Cruz do Rio Pardo, Brazylia, zm. 31 marca 2021 w Bissau) – brazylijski duchowny katolicki, biskup diecezji Bafatá w Gwinei Bissau od 2001 do swojej śmierci w 2021.

## Życiorys
6 lipca 1984 złożył śluby w Papieskim Instytucie Misji Zagranicznych. Święcenia kapłańskie przyjął 5 stycznia 1985. Zaraz po święceniach przełożeni wysłali go do Gwinei Bissau. Początkowo pracował w placówkach w Bafatà i Suzana, od 1986 przez 12 lat był przewodniczącym komisji ds. formacji w wyższych seminariach duchownych. W 1993 wybrano go na przełożonego generalnego Instytutu w Gwinei-Bissau. W 1999 powrócił do Brazylii i został rektorem seminarium w Brusque. Rok później został zastępcą przełożonego prowincji południowobrazylijskiej Instytutu Misji.
13 marca 2001 został mianowany ordynariuszem diecezji Bafatá. Sakrę biskupią przyjął 30 czerwca 2001. Uroczyste objęcie urzędu miało miejsce 19 sierpnia 2001.